# Комбінації (деривативи)
У фінансах комбінацією називається опціонна стратегія, що передбачає зайняття позицій як в колах так і в путах відносно того самого базового активу.
Прикладами комбінацій є:
- Комірець
- Паркан
- Залізний метелик
- Залізний кондор
- Страдл
- Стренґл
- Стреп
- Стріп